# Кръв и чест
Кръв и чест (на английски: Blood and Honour) е международна неонацистка политическа мрежа, основана през 1987 г., свързана с организацията Комбат 18 и съставена от скинхедс бели супремацисти и други бели националисти. Името на организацията идва от популярен нацистки лозунг Blut und Ehre, послужил и за заглавие на едноименния сборник статии и есета на висшия нацистки партиец и вдъхновител на Холокоста, Алфред Розенберг.
Движението организира концертите на групите, свирещи в жанра „Рок против комунизма“ и разпространява богато украсено с нацистка символика списание със същото име. Включена е в списъка групи на омразата на американската неправителствена организация Southern Poverty Law Center, специализирана във воденето на стратегически дела срещу групи, проповядващи превъзходство на бялата раса.
Движението е забранено в няколко държави. В Германия – от 2000 г., в Испания – от 2011 г., в Русия – от 2012 г. В България движението има клон в Пловдив и поддържа връзки или сътрудничество с Български национален съюз (БНС), ПП „ВМРО – Българско национално движение“ (ВМРО – БНД), ПП „Атака“ и ултраси от футболните клубове.
Макар да ползват различна символика според регионалната националистическа традиция, структурите на Кръв и чест по света обикновено използват за изписване на името си готически шрифтове, цветовете на флага на Нацистка Германия и традиционни нацистки и нео-нацистки символи, като Мъртвешката глава на СС-Тотенкопф и трискел.
Движението се свързва с престъпления от омраза.

## История
Кръв и чест е основана в Обединеното кралство от Иън Стюарт Доналдсън, музикант на Skrewdriver. В организацията членуват бели националисти включително бръснати глави, тя поддържа музикални групи на неонацистка и националистическа тематика.

## Цели
Кръв и Чест е организация, целяща да обедини скинхедс-движението по цял свят.

## История
Корените на Кръв и чест са още през 1978 в Обединеното кралство, когато бели националисти от Британски национален фронт оформят стила „Рок против комунизма“ в отговор на „Рок против расизма“.

## Разпространение
Кръв и чест има свои клонове в повечето бели държави.

### България
„Кръв и чест“ България има добри отношения с Български национален съюз и БНРП. Голям брой техни поддръжници организацията има в Пловдив, където те са около 40 – 50 души. Имат клон и в Стара Загора. Български музикални групи свързани с организацията са „Паганблут“, „Ариан Арт“, и др.

### Международни структури
- Официален международен сайт на „Кръв и чест“
- Официален сайт на „Комбат 18“
- Официален сайт на „Кръв и чест“ Аржентина
- Официален сайт на „Кръв и чест“ и „Комбат 18“ Бразилия
- Официален сайт на „Кръв и чест“ Великобритания
- Официален сайт на „Кръв и чест“ Исландия
- Официален сайт на „Кръв и чест“ Канада
- Официален сайт на „Кръв и чест“ Литва
- Официален сайт на „Кръв и чест“ Македония
- Официален сайт на „Кръв и чест“ Полша
- Официален сайт на „Кръв и чест“ САЩ
- Официален сайт на „Кръв и чест“ Словакия
- Официален сайт на „Кръв и чест“ Словения
- Официален сайт на „Кръв и чест“ Сърбия
- Официален сайт на „Кръв и чест“ Унгария
- Официален сайт на „Кръв и чест“ Украйна
- Официален сайт на „Кръв и чест“ Финландия
- Официален сайт на „Кръв и чест“ Чили
- Официален сайт на радио „Кръв и чест“

### Други
- Интервю с Blood&Honour Сърбия